# 谢拉·伯迪克
卡西迪·谢拉·伯迪克（英語：Cassidie Cierra Burdick，1993年9月30日—），生于北卡羅來納州夏洛特，美国女子篮球运动员。她曾代表美国参加2024年夏季奥林匹克运动会女子三人篮球比赛，获得一枚铜牌。